# 侯城 (中國)
侯城，古辽东郡下辖城名，是今辽宁省沈阳市有最早记载的建制。
公元前300年（燕昭王十二年），燕国将领秦开奉命率军攻袭东胡，打败东胡各族并将他们向北驱逐，开拓大片北方领土，修筑了起于今河北北部、止于辽东东部之燕长城，以守护北方领土。随后，燕国在此建立了上谷、渔阳、右北平、辽西、辽东五郡以治理这一地区。侯城时为辽东郡统辖下的戍边城。